# Monster of Jazz
Monster of Jazz – piąty album studyjny grupy Pink Freud, wydany w 2010 roku. Album został nagrany w poszerzonym składzie o Adama Barona i Jurka Rogiewicza. Muzycznie skłania się bardziej w stronę gatunku jazz fusion, wykorzystując więcej brzmień elektronicznych i efektów dźwiękowych. Okładkę albumu zaprojektował Adam Kamiński.

## Utwory
1. „Pink Fruits” (Mazolewski, Ziętek, Duda) 3:41
2. „Warsaw” (Mazolewski, Ziętek) 5:10
3. „Little Monster” (Mazolewski, Ziętek, Duda, Staruszkiewicz) 2:42
4. „Polanski” (Mazolewski, Duda) 4:58
5. „Bald inquisitor” (Mazolewski) 5:28
6. „Red eyes, blue sea and sand” (Mazolewski, Ziętek) 4:14
7. „Pierun” (Mazolewski, Ziętek) 3:11
8. „Goz Quater” (Rob Brown Sean Booth) 7:12
9. „Braxton” (Mazolewski, Ziętek, Duda, Staruszkiewicz) 3:20
10. „Diamond Way” (Mazolewski, Duda) 3:24
11. „Spreading the sound of emptiness” (Mazolewski, Ziętek, Duda, Staruszkiewicz) 2:53
12. „Monster of Jazz”  (Mazolewski, Ziętek) 4:13

## Skład
- Wojtek Mazolewski – gitara basowa
- Adam Baron – trąbka
- Tomasz Ziętek – trąbka
- Tomasz Duda – saksofon
- Jerzy Rogiewicz – wibrafon
- Kuba Staruszkiewicz – perkusja